# Ромуальдас Раманаускас
Ромуа́льдас Рамана́ускас (також — Ро́мас Рамана́ускас; лит. Romualdas Ramanauskas; нар. 4 лютого 1950, Вільнюс, Литва, СРСР) — радянський та литовський актор театру та кіно.

## Життєпис
Ромуальдас Раманаускас народився 4 лютого 1950 у Вільнюсі (Литовська РСР, нині — Литва). Його батько завідував комунальним господарством в мерії Вільнюса; мати була музейним працівником і педагогом. Має сестру Нійоле, яка стала архітектором.
У 1972 році Раманаускас закінчив Литовську консерваторію. 20 років пропрацював актором в Литовському національному драматичному театрі. У 1992 році перейшов до Молодіжного театру Литви, в 2001-му повернувся в ЛНДТ, де пропрацював до 2003 року.
З 1970 року Ромуальдас Раманаускас знімається в кіно. Дебютував у фільмі Альгірдаса Дауса «Ця проклята покірність», історичній драмі за повістю литовського письменника Ю. Тумаса-Вайжгантаса «Дядьки і тітки». Слава прийшла до актора у 1980 році, коли він знявся у відомому радянському телесеріалі «Довга дорога в дюнах», де зіграв фабриканта Ріхарда Лозберга.
Знімався в українських кіно- та телефільмах: «За ніччю день іде» (1984, реж. Олег Бійма), «Кармелюк» (1985, реж. Григорій Кохан), «Відрядження» (1986, реж. Едуард Дмитрієв), «Любов до ближнього» (1988, реж. Микола Рашеєв), «Judenkreis, або Вічне колесо» (1996, реж. Василь Домбровський), «Тупик / Глухий кут» (1998, реж. Григорій Кохан).

## Особисте життя
Ромуальдас Раманаускас двічі був одружений. Першою його дружиною була акторка Егле Габренайте. У пари в шлюбі народився син Рокас (нар. 1970), режисер, який був одружений з Тетяною Лютаєвою, у 1999 році у них народився син Домінік. Друга дружина Ромуальдаса Раманаускаса — Раса, з якою Раманаускас розлучився після 20 років подружнього життя.

## Фільмографія
| Рік       |    | Українська назва              | Оригінальна назва               | Роль                                                                         |
| --------- | -- | ----------------------------- | ------------------------------- | ---------------------------------------------------------------------------- |
| 1970      | ф  | Ця проклята покірність        | Tas prakeiktas nuolankumas      | епізод                                                                       |
| 1972      | ф  | Геркус Мантас                 | Herkus Mantas                   | воїн пруссів                                                                 |
| 1974      | ф  | Розколоте небо                | Perskeltas dangus               | член телевізійної групи                                                      |
| 1974      | ф  | Садуто туто                   | Sadūto tūto                     | наречений                                                                    |
| 1975      | ф  | День відплати                 | Atpildo diena                   | епізод                                                                       |
| 1976      | тф | Фаворит                       | Фаворит                         | Ден Гіллмен                                                                  |
| 1977      | ф  | Чому плакали сосни?           | Ko verkė pušys?                 | партизан                                                                     |
| 1979      | ф  | Поранена тиша                 | Sužeista tyla                   | Жаренас                                                                      |
| 1980      | ф  | Іспанський варіант            | Испанский вариант               | Гаген                                                                        |
| 1980—1981 | с  | Довга дорога в дюнах          | Долгая дорога в дюнах           | Ріхард Лозберг                                                               |
| 1981      | с  | Таємниця Ендхаузу             | Endhauzo paslaptis              | Лазарус                                                                      |
| 1982      | тф | Багатій, бідняк...            | Богач, бедняк...                | Віллі Еббот                                                                  |
| 1982      | тф | Платон Кречет                 | Platonas Krečetas               | Платон Кречет                                                                |
| 1983      | ф  | Політ через Атлантичний океан | Полёт через Атлантический океан | Кодо                                                                         |
| 1983      | ф  | Тривожна неділя               | Тревожное воскресенье           | іноземний підприємець                                                        |
| 1983      | тф | Учень диявола                 | Velnio mokinys                  | генерал Бергоїн                                                              |
| 1983      | ф  | Ціна повернення               | Цена возврата                   | Румер                                                                        |
| 1984      | ф  | Європейська історія           | Европейская история             | Віктор Олден, націоналіст                                                    |
| 1984      | тф | За ніччю день іде             |                                 | Зуппе                                                                        |
| 1984      | ф  | Людина-невидимка              | Человек-невидимка               | Кемп                                                                         |
| 1985      | ф  | Варіант «Зомбі»               | Вариант «Зомби»                 | Курт Горнеман, журналіст                                                     |
| 1985      | тф | Дороги Анни Фірлінг           | Дороги Анны Фирлинг             | фельдфебель                                                                  |
| 1985      | с  | Кармелюк                      |                                 | Алоїз Пігловський                                                            |
| 1985      | ф  | Ми звинувачуємо               | Мы обвиняем                     | Біл Коллінз (журналіст Джордж Маккормік), високопоставлений співробітник ЦРУ |
| 1986      | с  | Звіздар                       | Звездочёт                       | Рудольф Альтман, льотчик-випробувач                                          |
| 1987      | ф  | Виставка                      | Parodų rūmai                    | Владас                                                                       |
| 1988      | тф | Відрядження                   |                                 |                                                                              |
| 1988      | тф | Любов до ближнього            | Любовь к ближнему               | Перший джентльмен                                                            |
| 1989      | ф  | Викрадення чарівника          | Похищение чародея               | Кін Володимирович / Терентій Іванович Васильєв                               |
| 1989      | с  | Хамелеон                      | Chameleonas                     | Робертас Суопіс, художник, чоловік Вероніки                                  |
| 1991      | ф  | Люк                           | Lyuk                            |                                                                              |
| 1991      | с  | Зброя Зевса                   | Оружие Зевса                    | Шредер (він же Ервін Данц)                                                   |
| 1991      | ф  | Смерть за лаштунками          | Смерть за кулисами              |                                                                              |
| 1992      | ф  | У тумані                      | В тумане                        |                                                                              |
| 1992      | ф  | Дуплет                        | Duplets                         | Едіс, контрабандист                                                          |
| 1993      | ф  | Заручники страху              | Ернест Мішу, лікар              |                                                                              |
| 1996      | ф  | Judenkreis, або Вічне колесо  |                                 | Самсон Шик                                                                   |
| 1998      | ф  | Тупик / Глухий кут            |                                 | Валерій Юрійович Шпак, бізнесмен                                             |
| 2006      | кф | Поза фокусом                  | Nefokuse                        |                                                                              |
| 2007      | ф  | Війна і мир                   | War and Peace                   | генерал Мак                                                                  |
| 2007      | ф  | Заклинання гріха              | Nuodėmės užkalbėjimas           | чоловік Ріти                                                                 |
| 2009      | ф  | Банка варення                 | Stiklainis uogienės             | Дмитро                                                                       |
| 2013      | ф  | Анна Кареніна                 | Anna Karenina                   | генерал                                                                      |